# تريشيا سوير
تريشيا سوير (بالإنجليزية: Tricia Sawyer)‏ هي فنانة مكياج أمريكية، ولدت في 6 أبريل 1968 في باسادينا في الولايات المتحدة.

## وصلات خارجية
- تريشيا سوير على موقع IMDb (الإنجليزية)
- تريشيا سوير على موقع قاعدة بيانات الفيلم (الإنجليزية)